# إيجور كوربوف
إيجور كوربوف (بالروسية: Игорь Валентинович Коробов)‏ (3 أغسطس 1956 - 21 نوفمبر 2018) كان رئيس مديرية المخابرات الرئيسية التابعة لهيئة الأركان العامة في القوات المسلحة لروسيا الاتحادية، وهي وكالة المخابرات العسكرية في روسيا. 
توفي عن عمر 63 عامًا بعد صراع طويل مع المرض بحسب بيان لوزارة الدفاع الروسية.

## الحاشية

### تعريب
1. ↑  إيغور كوربوف، إيگور كوربوف.

### استشهادات
1. ↑  "Head of Russian military intelligence GRU Igor Korobov diesMore:http://tass.com/defense/1031941" (بالإنجليزية).
2. ↑  "Начальника ГРУ Коробова похоронили на Троекуровском кладбище" (بالروسية). ТАСС. 23 ноября 2018. {{استشهاد ويب}}: تحقق من التاريخ في: |publication-date= (help)
3. ↑  "First naval officer nominated to head Russia's GRU" (بالإنجليزية). TASS. 22 Nov 2018.
4. ↑  "من هو كوروبوف الذي قاد عمليات "القرصنة الإلكترونية الروسية" في الخارج؟". بي بي سي عربي. 22 نوفمبر 2018. مؤرشف من الأصل في 2019-03-23. اطلع عليه بتاريخ 2018-11-22.